# Турама
Турама (англ. Turama) — река на острове Новая Гвинея. Река протекает по территории Западной провинции Папуа — Новой Гвинеи. Впадает в залив Папуа.
Исток реки находится на Центральном хребте на высоте примерно в 3000 м. Река течёт в южном, а затем в юго-восточном направлении, впадая в залив Папуа.
Для этой реки характерен Бор (волна), причем эффект наблюдается даже в 100 км от устья.